# Victoria Åberg
Victoria Åberg   (Loviisa, 23 de febrer de 1824 - Weimar, 15 de juliol de 1892) va ser una paisatgista finlandesa de l'Escola de pintura de Düsseldorf, destacada com una de les primeres dones finlandeses a assolir una carrera professional sostinguda com a artista.

## Biografia
Nascuda en una Finlàndia imbuïda de la cultura alemanya, Åberg va anar a una escola de noies alemanya a Hamina i després va treballar com a mestra. Al costat de les seves activitats artístiques, Åberg va exercir com a professora de dibuix i costura des de 1846 fins al 1868 a l'Escola Sueca de Dones de Hèlsinki.

## Carrera artística
Com a part de la seva primera formació artística assistí a l'Escola de Dibuix de la Societat d'Art Finlandesa (Suomen Taideyhdistyksen Piirustuskoulu) l'any 1848.
Després va continuar els estudis, que inicialment van haver de ser amb professors particulars, per tal com en aquells anys les dones encara no eren acceptades com a estudiants als centres d'ensenyament superior. Primer foren a Düsseldorf amb Hans Gude, i més tard, finançats per una beca de l'estat, a Dresden i Weimar al final de la dècada de 1850 i principis de la dècada de 1860.
També va passar alguns anys a Itàlia, més o menys contínuament a partir de mitjans de la dècada de 1860, on va trobar el seu paisatge dramàtic preferit, i on es va quedar a viure, almenys en part perquè les pintures de paisatge d'Åberg fetes amb l'esperit del romanticisme alemany van tenir més bona acollida a l'estranger que a Finlàndia.

## Premis i honors
El 1861, Åberg va guanyar el primer premi Ducat de la Societat d'Art de Finlandia.
El 1866, se li va concedir el títol honorífic d'Artista de Primera Classe per l'Acadèmia Imperial de les Arts de Sant Petersburg.

## Galeria
- Saksalainen maisema, ('Paisatge alemany') (1860)
- Olavinlinna (sense data)
- Jokimaisema ('Vista del riu') (després de 1868)